# Grote Markt (Veurne)

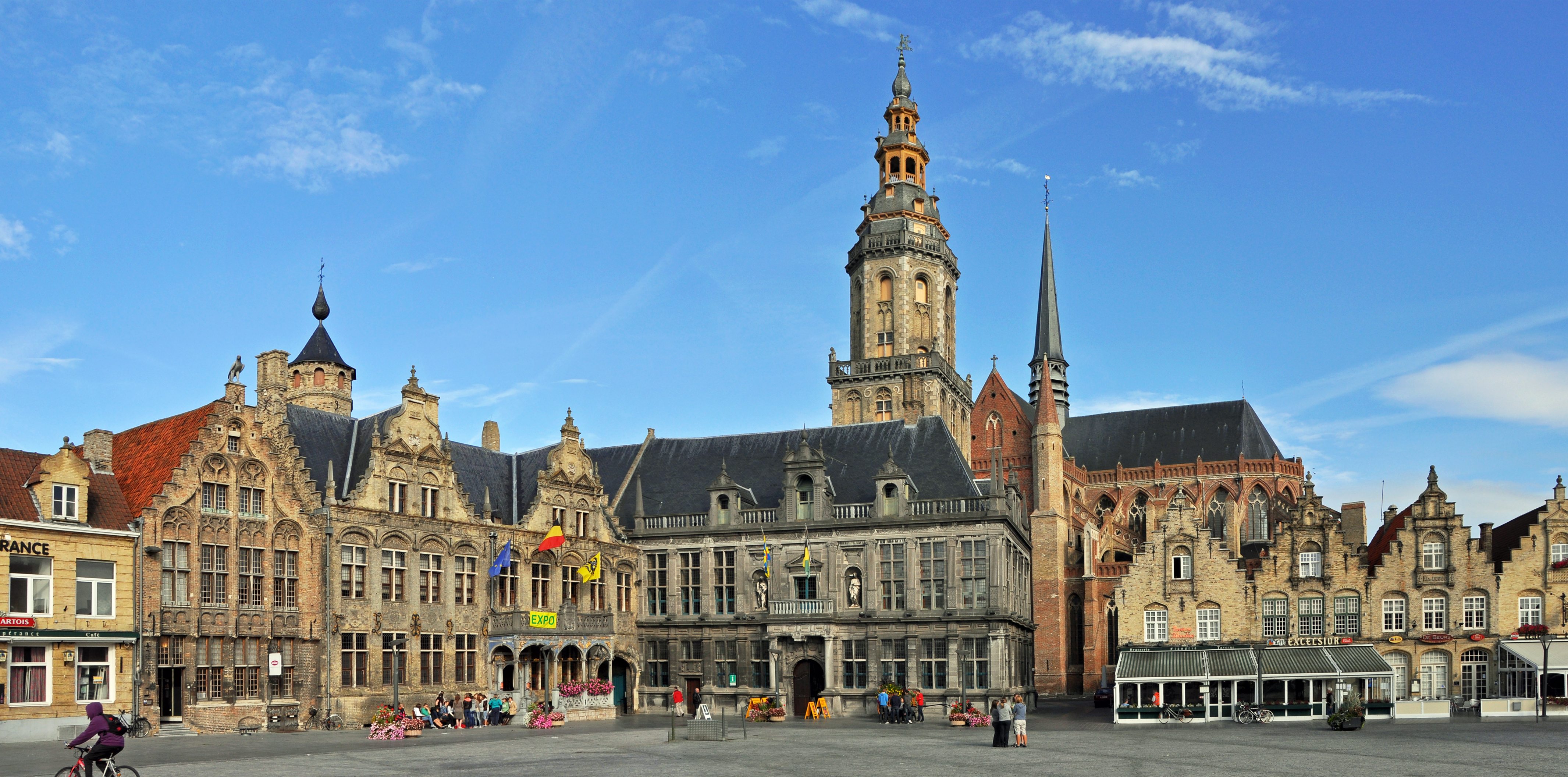
Grote Markt

De Grote Markt is een plein in de West-Vlaamse stad Veurne.

## Geschiedenis
Onder het bewind van Albrecht van Oostenrijk en Isabella van Spanje vond een bloeiperiode van de stad plaats en werd, omstreeks 1609, een vierkant plein aangelegd om daar de commerciële activiteiten te concentreren.

## Monumenten
Aan dit plein vindt men een aantal monumentale gebouwen, deels in renaissancestijl. Ook biedt het plein uitzicht op de iets verder weg gelegen Sint-Walburgakerk en Sint-Niklaaskerk.
Aan de noordzijde vond men tot eind 16e eeuw het vervallen Oude Vleeshuis en Oude Landshuis. Aan de oostzijde stond het Oud Stadhuis, waarvan het zogeheten Spaans Paviljoen nog een overblijfsel is. Belangrijke renaissancegebouwen zijn het Stadhuis van Veurne, het Landshuis met Belfort van Veurne, en de Vleeshalle.
Er staan aan de Grote Markt ook een groot aantal historische woonhuizen. Aan de noordzijde is een homogeen ensemble van vijf trapgevels in renaissancestijl ontstaan. Deze gevelwand werd in 1920 gereconstrueerd. Dan is er op nummer 26 het huis De Valk, van 1624, in laatgotische stijl. Op nummer 9 ligt het huis de Hoge Wacht van 1636 met een kelder die mogelijk uit de 14e eeuw stamt.
De huizen op nummer 10, 21 en 25 stammen uit de 2e helft van de 18e eeuw en werden in classicistische stijl opgetrokken.
Van de 20e eeuw stammen een aantal huizen waarvan het ontwerp ontleend is aan de regionale renaissance-architectuur.